# Colonia Militar Elpidio Berlanga de León
Colonia Militar Elpidio Berlanga de León es una localidad del estado mexicano de Baja California. Es parte del municipio de San Quintín.

## Demografía
| Gráfica de evolución demográfica |
|                                  |

| Censo | Población |
| ----- | --------- |
| 1990  | 228       |
| 2000  | 576       |
| 2010  | 747       |
| 2020  | 1,064     |